# Provincia de Aconcagua (1976)
La provincia de Aconcagua fue una de las provincias que integró la V Región, tras su entrada en vigencia el 1 de enero de 1976. Solo tuvo existencia legal durante una semana, entre el 1 y 7 de enero del mencionado año.

## Historia
El proceso de regionalización de Chile, impulsado por la dictadura militar de Augusto Pinochet, implicó una redefinición de la división político-administrativa del país. El Decreto Ley 575, del 13 de julio de 1974, creó las primeras regiones del país, que vinieron a ocupar el rango de las antiguas provincias, y creó las provincias, que ocuparon el lugar de los antiguos departamentos. Es así como esta norma fusionó las antiguas provincias de Aconcagua y Valparaíso, además del departamento de San Antonio (perteneciente hasta entonces a la provincia de Santiago) para conformar la nueva V Región (que recién en 1979 cambió su denominación a V Región de Valparaíso). Esta región, señala el documento, estaría integrada principalmente por las nuevas provincias de Aconcagua y Valparaíso. La normativa, sin embargo, no entraría en vigencia de inmediato, sino que a contar del 1 de enero de 1976.
El 31 de diciembre de 1975, mediante el Decreto Ley 1.317, la dictadura modifica el Decreto Ley 575 de 1974, decretando que la V Región estaría compuesta por las provincias de Valparaíso, San Antonio, Quillota, Isla de Pascua, Petorca, San Felipe y Los Andes; estas tres últimas, constituyendo el territorio original de la provincia de Aconcagua. Sin embargo, debido a que el Decreto Ley fue publicado en el Diario Oficial de la República de Chile el 7 de enero de 1976, la nueva provincia de Aconcagua estuvo en vigencia solo durante una semana.